# Олександренко Дмитро Миколайович
Дмитро́ Микола́йович Олекса́ндренко (нар. 23 лютого 1928) — український перекладач.

## Життєпис
Народився 23 лютого 1928 року у селі Великі Будки Роменської округи Української РСР (тепер — село Роменського району Сумської області України).
У 1952 році — закінчив Ніжинський педагогічний інститут. Закінчив аспірантуру при Київському університеті.
Працював учителем, редактором.
Завідував редакціями «Дожовтнева українська література» та «Українська радянська проза» київського видавництва «Дніпро», був заступником головного редактора видавництва.
Був членом головної редколегії Комітету з преси при Раді Міністрів Української РСР.
Із 1979 року — член Національної спілки письменників України.
Із 1981 по 1992 рік — вчений секретар Комітету з Державних премій Української РСР імені Тараса Шевченка в галузі літератури, журналістики і мистецтва при Раді Міністрів Української РСР.
Із 1992 року — вчений секретар Комітету з Державних премій України імені Тараса Шевченка при Кабінеті Міністрів України

## Творчість
У перекладі Олександренка окремими виданнями вийшли твори російських та білоруських письменників:
- Змітрока Бядулі,
- Антоніни Коптяєвої,
- Григорія Коновалова,
- Віктора Смирнова,
- Юліана Семенова,
- Зої Воскресенської,
- Євгена Велтистова,
- Георгія Брянцева,
- Юрія Нагибіна та інших.